# Comté de Tishomingo
Le comté de Tishomingo est situé dans l’État du Mississippi, aux États-Unis. Il comptait 19 163 habitants en 2000. Son siège est Iuka.